# Troposcatter (Hoek van Holland)

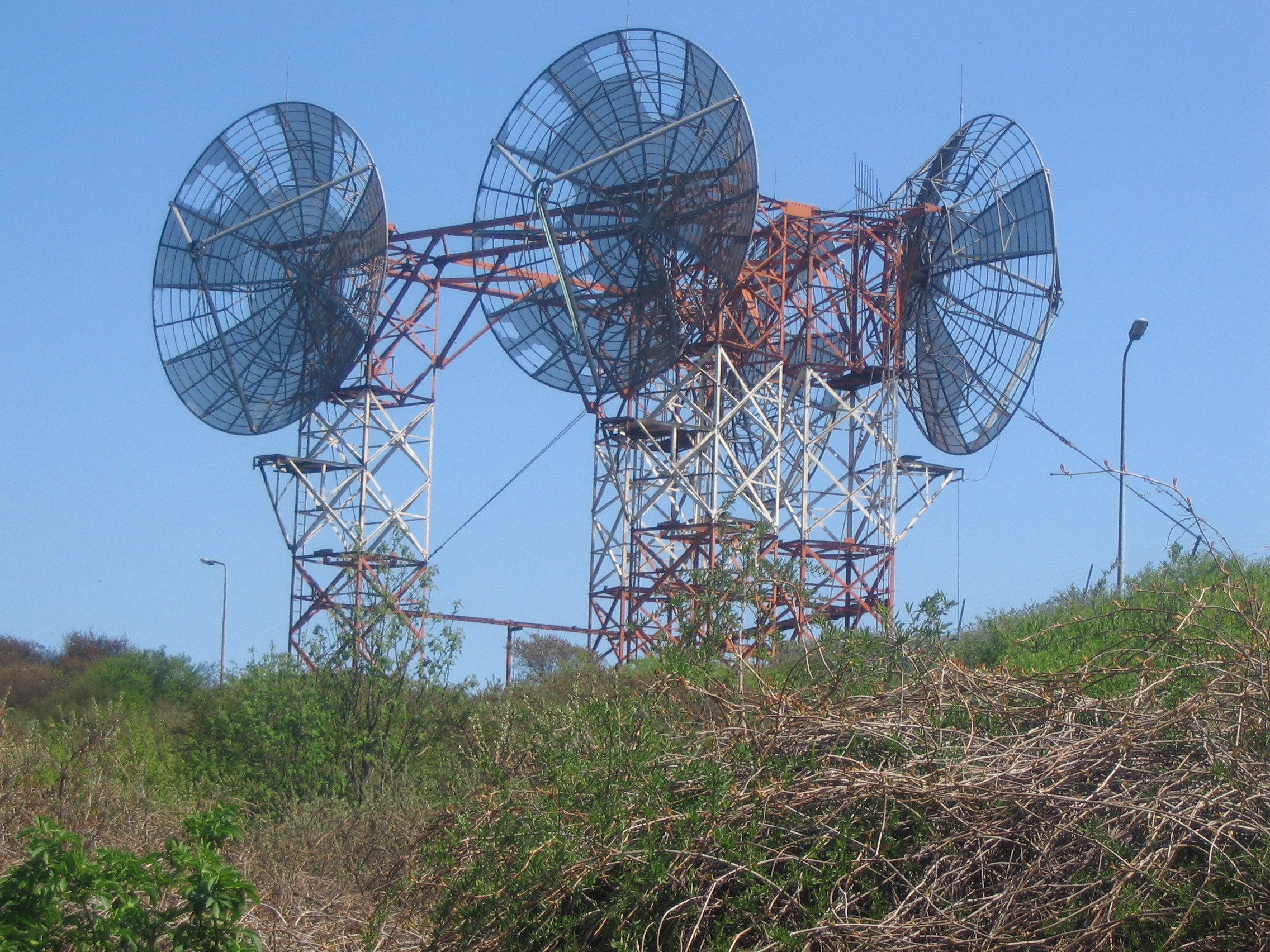
De troposcatter antenneschotels april 2010.

De troposcatter-antennes in Hoek van Holland zijn een overblijfsel van een voormalig relaisstation in het European Troposcatter Army (ET-A) microwave communications network. Dit was een Amerikaans militair verbindingssysteem voor de lange afstand, werkend in het microgolfbereik van 4 tot 5 GHz, dat in het begin van de jaren 1960 werd gebouwd. In deze periode bestond satellietcommunicatie nog niet. Het ET-A-netwerk was onderdeel van het Amerikaanse wereldomvattende Defense Communications System (DCS) en verzorgde meerkanaals verbindingen tussen voormalig West-Duitsland en het Verenigd Koninkrijk.
Het ET-A-netwerk was operationeel van 1960 tot 1974 en bestond uit de volgende verbindingen:
- Feldberg (D) – Prüm (D) – Flobecq (B)
- Stein (D) – Brüggen (D) – Hoek van Holland (NL) – Martlesham Heath (GB)
- Stein (D) – Linderhofe (D) – Bremerhaven(D)
- Donnersberg (D) – Feldberg (D)
- Donnersberg (D) – Hohenstadt (D) – Hohenpeissenberg (D) – Breitsol (D) – Bocksberg (D) – Berlijn (D)

Het ET-A-systeem in Hoek van Holland bestond uit vier schotelantennes. Deze werden in 1967 in het Vinetaduin gebouwd, te midden van bunkers uit de Eerste Wereldoorlog, het interbellum en de Tweede Wereldoorlog. De schotels waren gekoppeld aan twee AN/MRC-114 nodal point radio sets elk met 1 tot 10 kW variabel zendvermogen, die met de benodigde randapparatuur in een loods waren ondergebracht. Het relaisstation Hoek van Holland was als het ware een elektronisch ‘doorgeefluik’ in de verbinding tussen de stations Stein (50°40'17" N 8°3'16" E) in voormalig West-Duitsland en Martlesham Heath (52°4'1"N 1°16'13"E) in het Verenigd Koninkrijk.

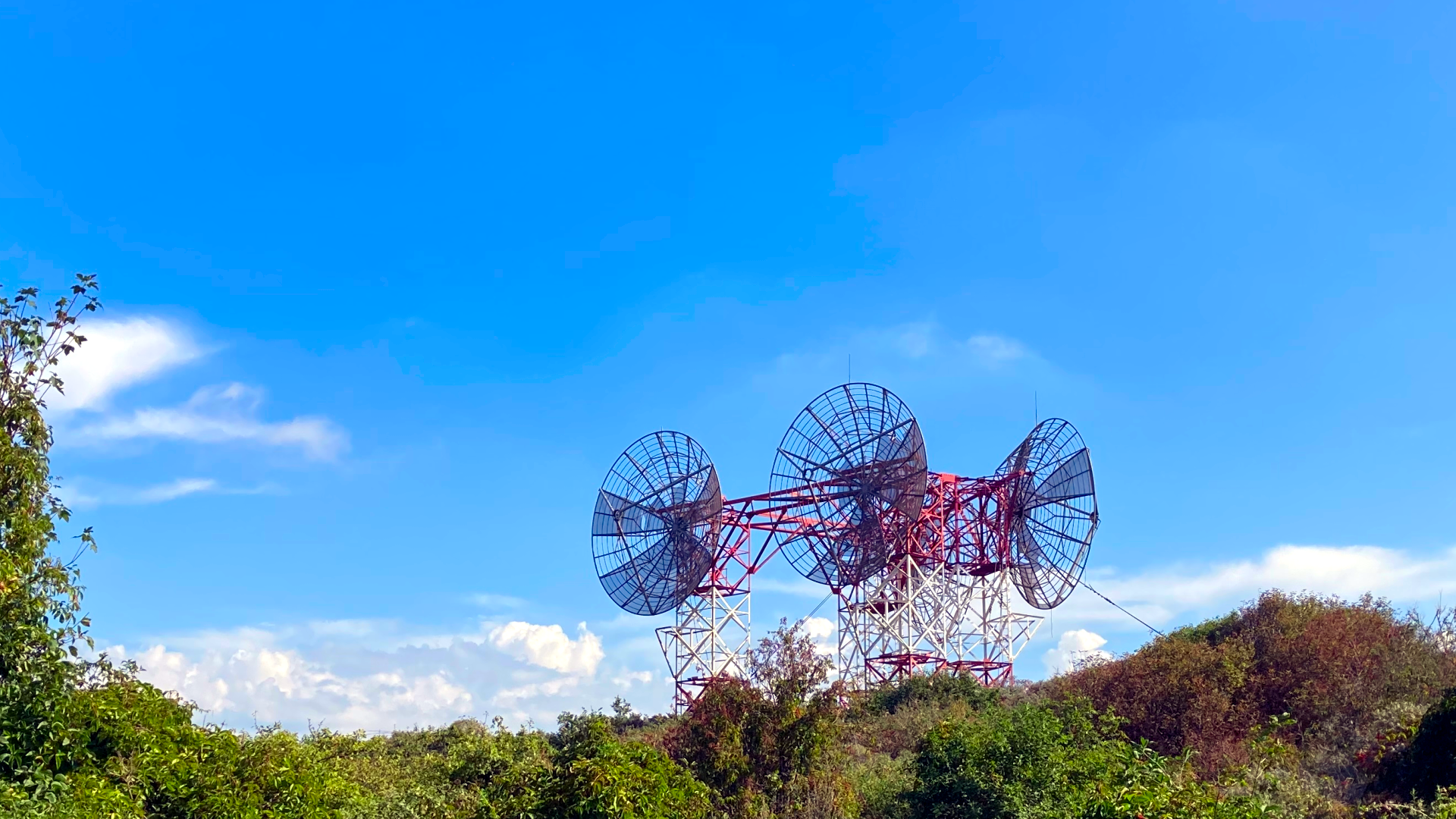
Troposcatter antennes in Hoek van Holland in September 2022

De opkomst van militaire satellietcommunicatie – SATCOM I (1971-1982) – in het begin van de jaren 1970 maakte het ET-A-systeem echter overbodig. De troposcatter-uitzendingen stopten in 1973. In 1975 werd het complex, nadat de zendapparatuur was verwijderd, overgedragen aan het Ministerie van Defensie en stond het ongebruikt in de duinen. In 2000 wilde Defensie de antennes slopen, maar kreeg geen vergunning van de gemeente Rotterdam. Uiteindelijk was dit voor de deelgemeente juridisch onhoudbaar, maar een jaar later, in 2001, besloot Defensie toch af te zien van de sloop, onder meer omdat een vleermuizenkolonie er een winterslaap hield. Het ministerie droeg vervolgens het terrein over aan stichting Zuid-Hollands Landschap. De loods en brandstoftanks zijn in 2001 verwijderd.

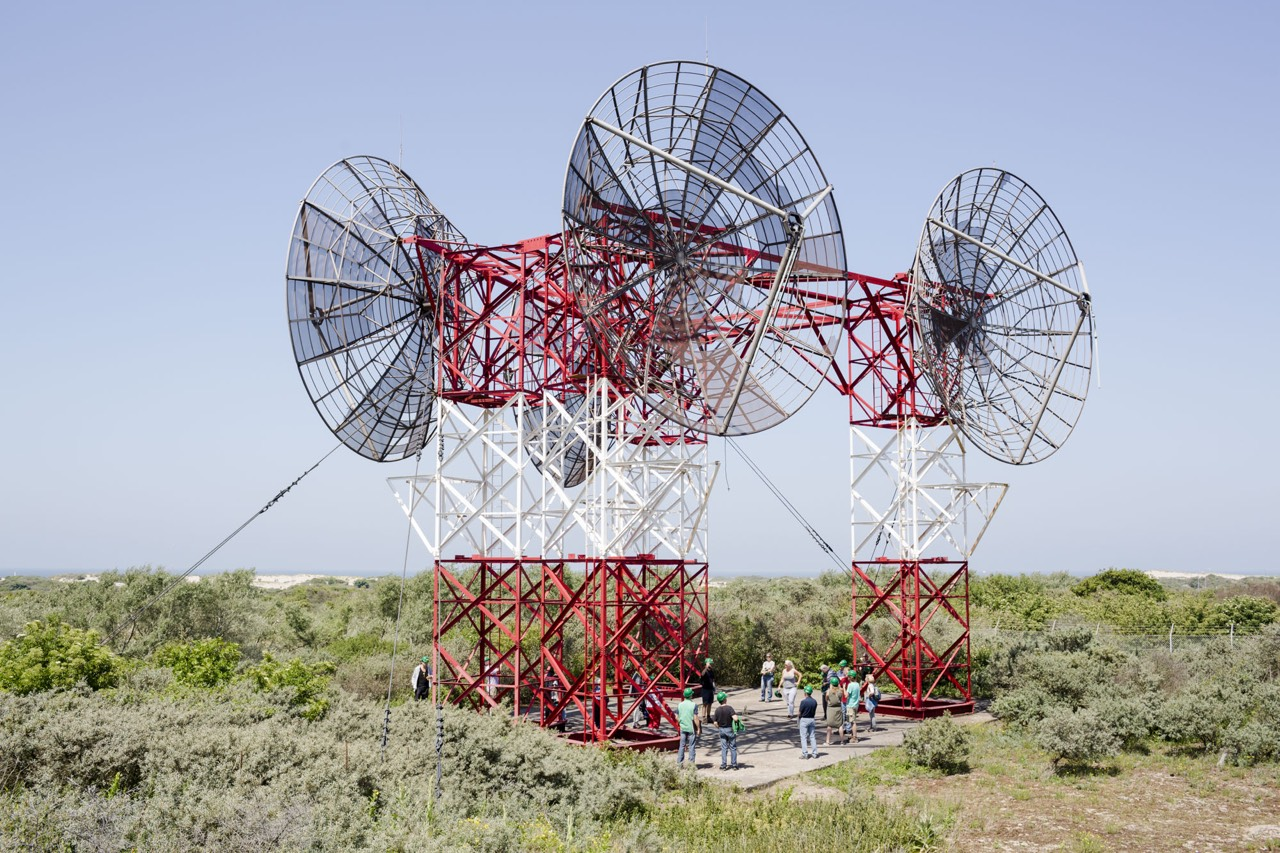
Een rondleiding door stichting het Zuid-Hollands Landschap in 2017.

In 2014 is het kenmerkende wit-rode fundament van de troposcatter gerestaureerd dankzij een investering van de toenmalige deelgemeente Hoek van Holland. Sinds 2016 zijn het Vinetaduin en de troposcatter te bezoeken met een rondleiding van stichting het Zuid-Hollands Landschap. Op 25 januari 2019 is de troposcatter een rijksmonument geworden.